# زنرین
زنرین (انگلیسی: Zenrin) شرکت فناوری اطلاعات ژاپنی است، که در سال ۱۹۴۸ تأسیس شد.